# Hans Deutgen

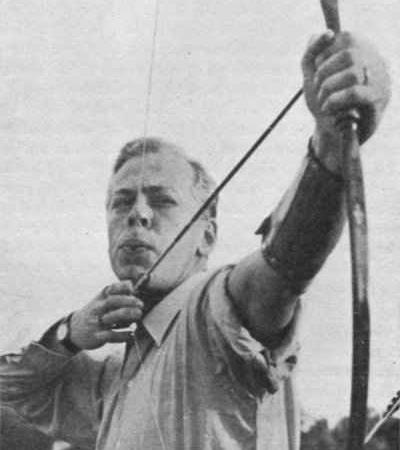
Hans Deutgen med sin pilbåge

Hans Deutgen, född 28 februari 1917 i Stockholm, död 3 oktober 1989, var en svensk bågskytt.
Deutgen är ännu idag den manlige bågskytt som varit mest framgångsrik i världsmästerskapen i bågskytte, då han vann fyra världsmästerskap i rad mellan 1947 och 1950, innan mästerskapet började hållas vartannat år. Deutgen slutade att tävla 1953.
Hans Deutgen var under 1940-talet medlem i den fascistiska rörelsen Svensk Opposition.